# مایکل مانسین
 مایکل مانسین  (به انگلیسی: Michael Mancienne) (زاده ۸ ژانویه ۱۹۸۸- لندن) بازیکن فوتبال انگلیسی و رده‌های مختلف ملی انگلیس است.
وی عضویت در باشگاه‌های چلسی، کویینز پارک رنجرز، ولورهمپتون واندررز و هامبورگ را دارد.